# Dein König kommt in niedern Hüllen

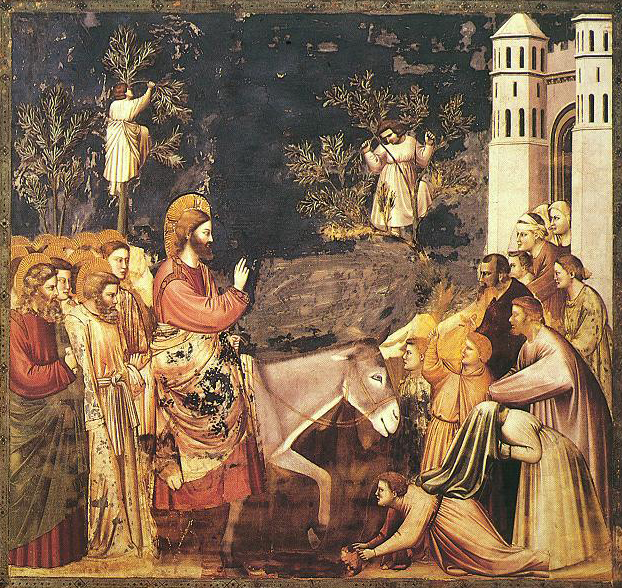
Giotto: Einzug in Jerusalem

Dein König kommt in niedern Hüllen ist ein Adventslied und das einzige Gedicht Friedrich Rückerts, das Eingang in das Evangelische Kirchengesangbuch gefunden hat.

## Überlieferung
Gustav Schwab und Albert Knapp entdeckten das 1834 in den Gesammelten Gedichten Friedrich Rückerts erstveröffentlichte Werk für die Württembergische Gesangbuchkommission, die folgende Wendungen beanstandete (Strophe 1, Z. 4f.):
   Trag ihm entgegen Friedenszweige,

   bestreu mit Maien seine Steige
sowie die präsentische als anstößig empfundene Formulierung (Strophe 2, Z. 4f.):
   Es wollen dir der Erde Herren

   den Weg zu deinem Throne sperren,
die man durch folgende historisierende Wendung zu mildern suchte:
  Oft wollten dir der Erde Herren

   den Weg zu deinem Throne sperren.
Rückert erklärte sich mit den beabsichtigten Änderungen in einer Antwort an Schwab einverstanden: „…Ich bin mit allem zufrieden was sie daraus machen und wünsche nichts anderes als besseres Sommerwetter…“, so dass es 1841/42 Bestandteil des Württembergischen Gesangbuchs wurde. Als Melodie war ihm dort Der du das Los von meinen Tagen (ursprünglich zu Was sorgst du ängstlich für dein Leben komponiert) von Franz Vollrath Buttstedt zugeordnet.
Im heutigen Evangelischen Gesangbuch EG (Nr. 14) ist die Strophe 2 wieder in der Rückertschen Originalfassung wiedergegeben.
Das Lied findet sich als Nummer 371 auch im RG = Evangelisch-reformierten Gesangbuch der Schweiz. Der Text unterscheidet sich an einigen Stellen leicht von demjenigen im EG. Auch bei den Satzzeichen finden sich kleine Unterschiede (s. u.). Im RG 371 wird der Text mit einer Melodie von Eduard Hille 1885 verbunden, und im Gesangbuch der Evangelischen Kirche A.B. in Rumänien findet sich der Text unter Nr. 5 mit einer Melodie von Franz Heinrich Christoph Meyer 1741. 
Robert Schumann vertonte Rückerts Gedicht in seinem Adventlied op. 71 (1848) für Sopran, Chor und Orchester.

## Inhalt
Das Lied knüpft an das Evangelium des 1. Sonntags im Advent an. Es unterscheidet sich deutlich vom kirchlich traditionellen Wortschatz und Bildgut seiner Zeit durch eine intensive, dichterisch reiche und ungewöhnlich bildhafte Sprache.
Strophe 1 illustriert den Einzug Jesu in Jerusalem (Mt 21,1–9 ).
Als sie nun in die Nähe von Jerusalem kamen, nach Betfage an den Ölberg, sandte Jesus zwei Jünger voraus und sprach zu ihnen: Geht hin in das Dorf, das vor euch liegt, und gleich werdet ihr eine Eselin angebunden finden und ein Füllen bei ihr; bindet sie los und führt sie zu mir! Und wenn euch jemand etwas sagen wird, so sprecht: Der Herr bedarf ihrer. Sogleich wird er sie euch überlassen. Das geschah aber, damit erfüllt würde, was gesagt ist durch den Propheten, der da spricht »Sagt der Tochter Zion: Siehe, dein König kommt zu dir sanftmütig und reitet auf einem Esel und auf einem Füllen, dem Jungen eines Lasttiers.« Die Jünger gingen hin und taten, wie ihnen Jesus befohlen hatte, und brachten die Eselin und das Füllen und legten ihre Kleider darauf und er setzte sich darauf. Aber eine sehr große Menge breitete ihre Kleider auf den Weg; andere hieben Zweige von den Bäumen und streuten sie auf den Weg.
Die Wendung „niedere Hüllen“ nimmt das Motiv der Erniedrigung des Gottessohnes auf, wie es im Philipperhymnus einen bildhaften Ausdruck findet (Phil 2,6–8 ):
Er, der in göttlicher Gestalt war, hielt es nicht für einen Raub, Gott gleich zu sein, sondern entäußerte sich selbst und nahm Knechtsgestalt an, ward den Menschen gleich und der Erscheinung nach als Mensch erkannt. Er erniedrigte sich selbst und ward gehorsam bis zum Tod.
Die folgenden Strophen besingen den herannahenden durch den Propheten Jesaja (Jes 9,5 ) verheißenen Friedensherrscher.
Denn uns ist ein Kind geboren, ein Sohn ist uns gegeben, und die Herrschaft ruht auf seiner Schulter; und er heißt Wunder-Rat, Gott-Held, Ewig-Vater, Friede-Fürst.
Dabei beschreiben die Strophen 2 bis 4 die Taten des Friedenskönigs, die Strophen 5 bis 6 formulieren die Bitte um das Kommen des Herrn und einen endgültigen Frieden.

## Melodie
Das Lied weist eine formal ungewöhnliche Struktur auf, die weniger in geistlicher denn in weltlicher Lyrik verwendet wird (z. B. Schillers Der Ring des Polykrates). Nach weniger geglückten Versuchen, dem Lied eine bestehende Singweise beizulegen, wird seit dem Evangelischen Kirchengesangbuch (1950) die 1853 von Johannes Zahn zu dem Morgenlied Gottlob, nun ist die Nacht verschwunden von Johann Anastasius Freylinghausen geschaffene Melodieⓘ verwendet.

## Text

### Evangelisches Gesangbuch
1. Dein König kommt in niedern Hüllen,

ihn trägt der lastbarn Es’lin Füllen,

empfang ihn froh, Jerusalem!

Trag ihm entgegen Friedenspalmen,

bestreu den Pfad mit grünen Halmen;

so ist’s dem Herren angenehm.

2. O mächt’ger Herrscher ohne Heere,

gewalt’ger Kämpfer ohne Speere,

o Friedefürst von großer Macht!

Es wollen dir der Erde Herren

den Weg zu deinem Throne sperren,

doch du gewinnst ihn ohne Schlacht.

3. Dein Reich ist nicht von dieser Erden,

doch aller Erde Reiche werden

dem, das du gründest, untertan.

Bewaffnet mit des Glaubens Worten

zieht deine Schar nach allen Orten

der Welt hinaus und macht dir Bahn.

4. Und wo du kommst herangezogen,

da ebnen sich des Meeres Wogen,

es schweigt der Sturm, von dir bedroht.

Du kommst, daß auf empörter Erde

der neue Bund gestiftet werde,

und schlägst in Fessel Sünd und Tod.

5. O Herr von großer Huld und Treue,

o komme du auch jetzt aufs neue

zu uns, die wir sind schwer verstört.

Not ist es, daß du selbst hienieden

kommst, zu erneuen deinen Frieden,

dagegen sich die Welt empört.

6. O laß dein Licht auf Erden siegen,

die Macht der Finsternis erliegen

und lösch der Zwietracht Glimmen aus,

daß wir, die Völker und die Thronen,

vereint als Brüder wieder wohnen

in deines großen Vaters Haus.

### Reformiertes Gesangbuch
1. Dein König kommt in niedern Hüllen,

sanftmütig auf der Eslin Füllen;

empfang ihn froh, Jerusalem.

Trag ihm entgegen Friedenspalmen,

bestreu den Pfad mit grünen Halmen:

So ist’s dem Herren angenehm.

2. O mächt’ger Herrscher ohne Heere,

gewalt’ger Kämpfer ohne Speere,

o Friedefürst von großer Macht.

Es wollen dir der Erde Herren

den Weg zu deinem Throne sperren;

doch du gewinnst ihn ohne Schlacht.

3. Dein Reich ist nicht von dieser Erden;

doch aller Erde Reiche werden

dem, das du gründest, untertan.

Bewaffnet mit des Glaubens Worten

zieht deine Schar nach den vier Orten

der Welt hinaus und macht dir Bahn.

4. Und wo du kommst herangezogen,

da ebnen sich des Meeres Wogen,

es schweigt der Sturm, von dir bedroht.

Du kommst, dass auf empörter Erde

der neue Bund gestiftet werde,

und schlägst in Fessel Sünd und Tod.

5. O Herr von großer Huld und Treue,

o komme du auch jetzt aufs Neue

zu uns, die wir sind schwer verstört.

Not ist es, dass du selbst hienieden

kommst, zu erneuen deinen Frieden,

dagegen sich die Welt empört.

6. O lass dein Licht auf Erden siegen,

die Macht der Finsternis erliegen

und lösch der Zwietracht Glimmen aus,

dass wir, die Völker und die Thronen,

einträchtig beeinander wohnen

in deines großen Vaters Haus.